# تيرنز
تيرنز (باليونانية: Τίρυνς)، هي موقع أثري في اليونان في أرغوليذا في بيلوبونيز، على بُعد كيلومترات شمال نافبليو. كانت عبارة عن حصن إبان العصر البرونزي. وبين عامي 1200 قبل الميلاد و1400 قبل الميلاد كانت تُعتبر من أهم المُستوطنات في العالم. وتم اعتبارها كأحد مواقع التراث العالمي في 1999.
كانت تيرنز عبارة عن حصن تلة يعود تاريخ استيطانه إلى سبعة آلاف عام، أي قبل بداية العصر البرونزي. وصلت أهميتها إلى الذروة بين عامي 1400 و1200 قبل الميلاد، حين أصبحت واحدة من أهم المراكز في العالم الميسيني، وعلى وجه الخصوص في أرغوليس. ومن أبرز ميزاتها، قصرها وأنفاقها العملاقة وخاصة جدرانها التي أعطت المدينة لقبها الذي منحها إياه هوميروس «تيرنز ذات الجدران القوية». ارتبطت مدينة تيرنز بالأساطير التي أحاطت بهرقل، فكانت مقر إقامته في أثناء أعماله، وتذكرها بعض المصادر كمكانٍ لميلاده.
يحتوي الميغارون الشهير (القاعة الرئيسة) في قصر تيرنز على قاعة استقبال كبيرة، واحتوت الغرفة الرئيسة على عرشٍ موضوع مقابل الجدار الأيمن، وموقد (كانون) مركزي محاط بأربعة أعمدة خشبية على الطراز المينوسي كانت بمثابة دعامات للسقف. دُمج اثنان من الجدران الثلاثة للميغارون ضمن معبد هيرا العتيق. شهد الموقع تدهورًا في نهاية العصر الميسيني (يونان الموكيانية)، وبات مهجورًا تمامًا مع حلول الوقت الذي زاره فيه الجغرافي اليوناني باوسانياس في القرن الثاني الميلادي.
بلغ عدد سكان القلعة والمدينة السفلى 10 آلاف نسمة في عام 1300 قبل الميلاد، وبلغت مساحة المنطقة بين 20 و25 هكتارًا. وعلى الرغم من تدمير القصر في عام 1200 قبل الميلاد، لكن عدد سكان المدينة استمر في الزيادة، ومع حلول عام 1150 قبل الميلاد بلغ عدد سكانها 15000 نسمة.
صنّفت اليونسكو في عام 1999 مدينة تيرنز، إلى جانب الآثار القريبة من موكناي، كموقع للتراث العالمي بسبب هندستها المعمارية المتميزة وشهادتها على تطور الحضارة اليونانية القديمة.

## الأسطورة
أُشير إلى تيرنز لأول مرة في كتابات هوميروس الذي أشاد بجدرانها الضخمة. يعتقد التقليد القديم أن الجدران بُنيت على يد السيكلوبات، إذ تمتلك السيكلوبات (مخلوقات ضخمة بعينٍ واحدة) قوة خارقة تمكنهم من رفع الحجارة الضخمة. كتب الجغرافي باوسانياس بعد رؤية جدران القلعة المدمرة في القرن الثاني الميلادي، لو أن بغلين يجرّان بالتعاون مع بعضهما، فلن يستطيعا تحريك حجارةٍ أصغر من تلك الحجارة حتى.
ويقال أيضًا أن هذه الجدران ارتبطت ببرويتوس، شقيق أكريسيوس، ملك آرغوس. ووفقًا للأسطورة، فقد هرب برويتوس إلى ليقيا بعد مطاردة شقيقه. وبمساعدة أهاليها، تمكن من العودة إلى أرغوليس. وهناك، استولى بروتوس على تيرنز وقام بتحصينها بمساعدة السيكلوبات. وهكذا فإنّ الأسطورة اليونانية تربط المراكز الأرغوسية الثلاثة بثلاثة أبطال أسطوريين هم: أكريسيوس، مؤسس مستعمرة آرغوس ذات الأصول الدورية؛ شقيقه برويتوس، مؤسس تيرنز؛ وحفيده بيرسيوس، مؤسس مايسيني. وُلد هذا التقليد في بداية الفترة التاريخية، حين كانت آرغوس تناضل من أجل أن تصبح القوة المهيمنة في المنطقة وكانت بحاجة إلى ماضٍ مجيد للتنافس مع المدينتين الآخرتين.

## التاريخ

### العصر الحجري الحديث
كانت المنطقة مأهولة بالسكان منذ عصور ما قبل التاريخ. إذ عُثر على مستوطنة صغيرة تعود إلى العصر الحجري الحديث.

### الفترة الهيلانية المبكرة
كانت المنطقة في منتصف الألفية الثالثة قبل الميلاد، مستوطنة مزدهرة تعود إلى ما قبل العصر الهيليني المبكر، وتقع على بعد نحو 15 كم (9.3 ميل) جنوب شرق موكناي، على تلة يبلغ طولها 300 متر (980 قدمًا)، وعرضها 100-45 متر (328-148 قدمًا). ولا يزيد ارتفاعها عن 18 مترًا (59 قدمًا). نجا من تلك الفترة، بناء دائري مهيب تحت ساحة قصر مايسيني، بلغ قطره 28 مترًا (92 قدمًا). ويبدو أن المنطقة كانت عبارة عن حصن يلجأ إليه سكان المدينة في زمن الحرب، و/أو مقر إقامة أحد الملوك. وكانت قاعدة ذلك المبنى قوية، ومبنية من جدارين حجريين متحدي المركز، ومن بين تلك الجدران، ثمة جدران أخرى متقاطعة، وصلت سماكتها إلى 45 مترًا (148 قدمًا). كان البناء العلوي مصنوعًا من الطين، أما السقف فمصنوع من القرميد المخبوز بالنار.

### الفترة الهيلانية الوسطى
استوطن السكان اليونانيون الأوائل - مؤسسو الحضارة الهيلادية الوسطى والحضارة الميسينية بعد ذلك - تيرنز في بداية الفترة الهيلادية الوسطى (1600-2000 قبل الميلاد).

### الفترة الهيلانية المتأخرة
شهدت المدينة أعظم نمو لها، عُرف أيضًا باسم العصر الميسيني في أواخر العصر الهيلادي، إذ بني الأكروبوليس على ثلاث مراحل، الأولى في نهاية العصر الهيلادي الثاني المتأخر (1400-1500 قبل الميلاد)، والثانية في أواخر العصر الهيلادي الثالث (1300-1400 قبل الميلاد)، والثالثة في نهاية العصر الهيلادي الثالث المتأخر (1200-1300 قبل الميلاد). تعود الآثار الباقية من القلعة الميسينية إلى نهاية الفترة الثالثة. وكانت المدينة ذاتها تحيط بالأكروبوليس في السهل أدناه.
أثرت الكارثة التي حلت بالمراكز الميسينية في نهاية العصر البرونزي على تيرنز، ولكن من المؤكد أن منطقة القصر ظلت مأهولة على نحوٍ مستمر حتى أوائل اليونان العتيقة، وحتى منتصف القرن الثامن قبل الميلاد (بعد ذلك بقليل بُني معبد في أنقاض القصر). في فترة ما بعد القصر (نحو عام 1180 قبل الميلاد)، صُنعت كمية كبيرة من عناصر ثمينة، بما في ذلك أشياء ذهبية وفضية وختم مينوسي من القرن الخامس عشر قبل الميلاد، في مرجلٍ في بلدة تيرنز السفلى، ضمن الأساسات التي تعود لمنزلٍ ميسيني قديم.

### الفترة الكلاسيكية
أصبحت تيرنز في بداية الفترة الكلاسيكية، مثل مايسيني، مدينة غير ذات أهمية نسبيًا. فحين هزم كليومينس الأول ملك إسبرطة الآرغوسيين، احتل عبيدهم تيرنز لسنوات عدة، وذلك وفقًا لهيرودوت. يذكر هيرودوت أيضًا أن تيرنز شاركت في معركة بلاتيا في عام 480 قبل الميلاد مع 400 من جنود الهوبليت. حتى في حالة التراجع، كانت مايسيني وتيرنز مصدر إزعاج للآرغوسيين الذين أرادوا في دعايتهم السياسية احتكار مجد الأسلاف الأسطوريين (والخرافيين). في عام 468 قبل الميلاد، دمر الآرغوسيون كل من مايسيني وتيرنز بالكامل، ووفقًا لبوسانياس، نُقل السكان إلى آرغوس لزيادة عدد سكان المدينة. ومع ذلك، يقول عالم الجغرافيا اليوناني إسطرابون إن عديد من سكان تيرينثوس انتقلوا لتأسيس مدينة هالييس، بورتوخيلي الحديثة اليوم.
لم تُعطى تيرنز قيمة كبيرة على الرغم من أهميتها وحكامها وتقاليدها الأسطورية في الملاحم والدراما. وخصص بوسانياس قطعة قصيرة (2.25.8) لتيرنز، ولم يفهم المسافرون الجدد الذين سافروا إلى اليونان بحثًا عن الأماكن التي عاش فيها أبطال النصوص القديمة، أهمية تلك المدينة حقًا.

## عمليات التنقيب
نقّب كل من أليكساندروس ريزوس رانجافيس والعالم الألماني فريدريش تيرش عن الأكروبوليس لأول مرة في عام 1831. وردّ هاينريش شليمان، بعد الحفريات التجريبية التي جرت في أغسطس من عام 1876، قصر تيرنز إلى العصور الوسطى، وأوشك على نحوٍ كبير تدمير الآثار، وهو ينقّب على نحوٍ أعمق بحثًا عن الكنوز الميسينية. عاد في عام 1884 بخبرة أثرية أكبر وعمل هناك لمدة 5 أشهر. لكنّ فترة التنقيب التالية كانت تحت إشراف فيلهلم دوربفيلد، مدير المعهد الألماني للآثار؛ واحتُرمت الآثار على نحوٍ صحيح هذه المرة.
أعاد دوربفيلد أعمال التنقيب لاحقًا بالتعاون مع علماء آثار ألمان آخرين واصلوا أعمالهم حتى عام 1938. ومنذ عام 1910، قاد جورج كارو أعمال التنقيب تلك، على الرغم من أن عالم الآثار اليوناني أبوستولوس أرفانيتوبولوس نقّب عن «كنز تيرنز» في البداية في عام 1915 في غياب كارو، إذ كان أرفانيتوبولوس متمركزًا في المنطقة كضابط احتياطي للجيش اليوناني. أُقيل كارو من منصبه في أواخر عام 1916، وتوقفت حفريات تيرنز بعد ذلك حتى نهاية الحرب العالمية الأولى في عام 1918. استمر المعهد والخدمة الأثرية اليونانية في العمل بعد الحرب العالمية الثانية (1945-1939). وكانت ثمة حفريات على وجه الخصوص في عام 1977، 1979/1978، ومرة أخرى في عام 1983/1982.